# Faran Tahir

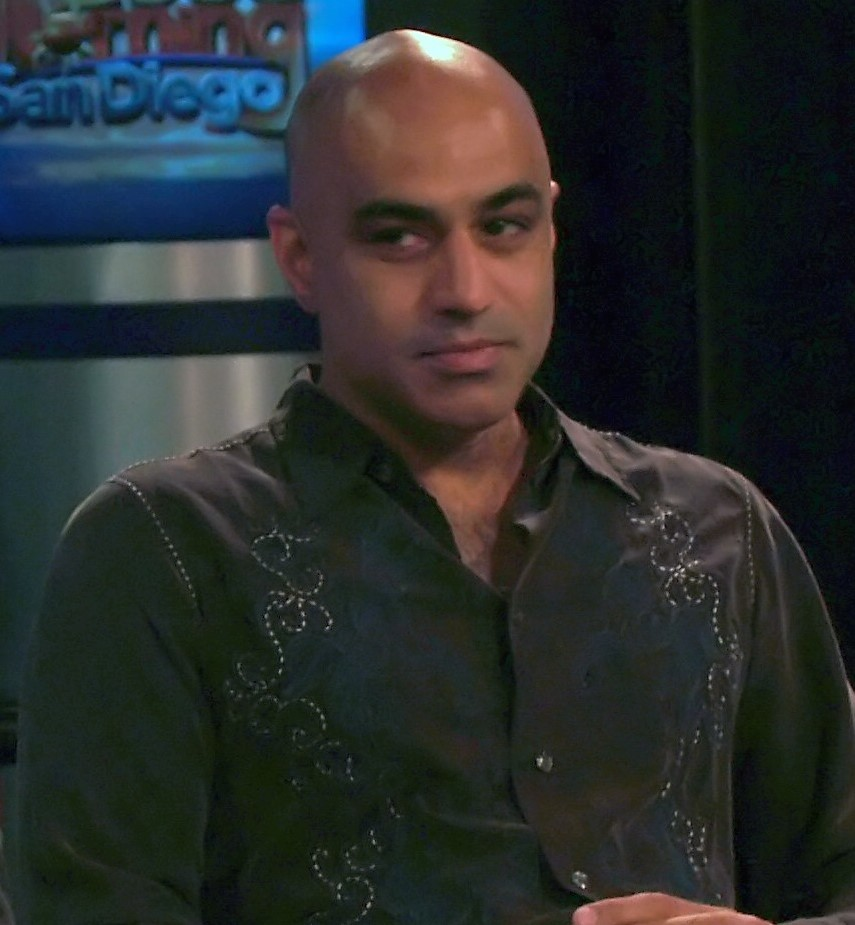
Faran Tahir (2008)

Faran Tahir (* 16. Februar 1963 in Los Angeles, Kalifornien als Faran Haroon Tahir) ist ein pakistanisch-amerikanischer Schauspieler.

## Leben
Tahir wurde als erstes Kind einer muslimischen Schauspielerfamilie in Los Angeles geboren. Seine pakistanischen Eltern studierten zum Zeitpunkt seiner Geburt Regie und Schauspiel an der University of California (UCLA). Sein Vater Naeem Tahir ist heute Generaldirektor des Pakistan National Council of the Arts. Tahirs Familie, Eltern, Bruder Ali und Schwägerin Wajeeah Tahir sind in Pakistan bekannte Fernsehpersönlichkeiten.
Tahir wuchs in Pakistan auf, kehrte jedoch 1980 im Alter von 17 Jahren nach Los Angeles zurück, um an der University of California, Berkeley
Theater zu studieren. Er graduierte an der UCLA und ebenso am Institute for Advanced Theater Training der Harvard University.

## Karriere
Tahir wurde bereits für mehrere Preise nominiert. Er spielte u. a. in einzelnen Episoden von Alias – Die Agentin, Lost, Cold Case – Kein Opfer ist je vergessen, Monk und Charmed – Zauberhafte Hexen mit.
2009 wurde er einem größeren Publikum bekannt in der Rolle des Captain Robau in der Neuinterpretation Star Trek. Ebenso war er 2009 als Gast in der Serie Grey’s Anatomy, 2010 in Navy CIS: L.A. sowie 2014 in Criminal Minds zu sehen. 2014 spielte Tahir an der Seite von Serinda Swan im Horrorfilm Jinn.

## Filmografie (Auswahl)
- 1989: Der Nachtfalke (Midnight Caller, Fernsehserie, Folge 2x09)
- 1994: Das Dschungelbuch (The Jungle Book)
- 1997: Der gebuchte Mann (Picture Perfect)
- 1998: Teurer als Rubine (A Price Above Rubies)
- 1998: Urban Relics
- 1999: Überall, nur nicht hier (Anywhere But Here)
- 1999: ABCD
- 2000: Practice – Die Anwälte (The Practice, Fernsehserie, Folge 4x18)
- 2002: Diagnose: Mord (Diagnosis Murder – A Town Without Pity)
- 2002: Eine himmlische Familie (7th Heaven, Fernsehserie, Folge 6x12)
- 2003: Boston Public (Fernsehserie, Folge 4x08)
- 2005: Over There – Kommando Irak (Over There, Fernsehserie, Folge 1x05)
- 2005: Manticore – Blutige Krallen (Manticore)
- 2006: Monk (Fernsehserie, Folge 4x13)
- 2007: Der Krieg des Charlie Wilson (Charlie Wilson’s War)
- 2008: Iron Man
- 2008: Lost (Fernsehserie, Folge 4x09)
- 2008: Ashes
- 2009: Grey’s Anatomy (Fernsehserie, Folge 6x07)
- 2009: Star Trek
- 2010: Navy CIS: L.A. (NCIS: Los Angeles, Fernsehserie, Folge 1x20)
- 2010–2013: Warehouse 13 (Fernsehserie, 11 Folgen)
- 2011: In Plain Sight – In der Schusslinie (In Plain Sight, Fernsehserie, Folge 4x12)
- 2012: Burn Notice (Fernsehserie, Folge 6x03)
- 2012–2013: Dallas (Fernsehserie, 8 Folgen)
- 2013: Private Practice (Fernsehserie, Folge 6x12)
- 2013: Escape Plan
- 2013: Elysium
- 2013: Super Athlete
- 2013: Torn
- 2014: Crisis (Fernsehserie, Folge 1x02)
- 2014: Elementary (Fernsehserie, Folge 2x12)
- 2014: Jinn
- 2014–2015: Criminal Minds (Fernsehserie, 2 Folgen)
- 2015: Backstrom (Fernsehserie, Folge 1x09)
- 2015: Flight World War II – Zurück im Zweiten Weltkrieg (Flight World War II)
- 2015: How to Get Away with Murder (Fernsehserie, Folge 1x10)
- 2015: Satisfaction (Fernsehserie, 3 Folgen)
- 2015: The Blacklist (Fernsehserie, Folge 2x11)
- 2015: Supergirl (Fernsehserie, Episode 1x01)
- 2016: American Crime (Fernsehserie, 6 Episoden)
- 2016: Hawaii Five-0 (Fernsehserie, Episode 7x02)
- 2016–2017: Once Upon a Time – Es war einmal … (Once Upon a Time, Fernsehserie, 3 Episoden)
- 2017: Prison Break (Fernsehserie, 3 Episoden)
- 2017–2018: 12 Monkeys (Fernsehserie, 7 Folgen)
- 2017: Mindhack: #savetheworld
- 2017: Scandal
- 2017: Shameless (Fernsehserie, Folge 8x02)

## Auszeichnungen
- 2009: Boston Society of Film Critics Award in der Kategorie "Bestes Schauspielerensemble" für Star Trek
- 2009: Denver Film Critics Society Award in der Kategorie "Best Acting Ensemble" für Star Trek